# Championnats du monde de tir à l'arc 1958
Navigation
Édition précédente Édition suivante
Les championnats du monde de tir à l'arc 1958 sont une compétition sportive de tir à l'arc organisés en 1958 à Bruxelles, en Belgique. Il s'agit de la dix-neuvième édition des championnats du monde de tir à l'arc.